# Ладва-Веткинское сельское поселение
 Ладва-Ве́ткинское се́льское поселе́ние — муниципальное образование в Прионежском районе Республики Карелия Российской Федерации. Центр поселения — посёлок Ладва-Ветка.

## Население
| 2009 | 2010  | 2012 | 2013 | 2014 | 2015 | 2016 |
| ---- | ----- | ---- | ---- | ---- | ---- | ---- |
| 1276 | ↘1037 | ↘992 | ↘946 | ↘879 | ↘857 | ↘828 |
| 2017 | 2018  | 2019 | 2020 | 2021 | 2023 |      |
| ↘792 | ↘758  | ↘737 | ↘703 | ↗900 | ↘865 |      |

## Населённые пункты
В сельское поселение входят 3 населённых пункта:
| № | Населённый пункт | Тип населённого пункта | Население |
| - | ---------------- | ---------------------- | --------- |
| 1 | Ладва-Ветка      | посёлок                | ↘894      |
| 2 | Нырки            | станция                | →1        |
| 3 | Таржеполь        | село                   | ↘51       |